# Trąbkouch
Trąbkouch (Phoniscus) – rodzaj ssaków z podrodziny wełniaczków (Kerivoulinae) w obrębie rodziny mroczkowatych (Vespertilionidae).

## Zasięg występowania
Rodzaj obejmuje gatunki występujące w południowo-wschodniej Azji i Australii. P. aerosa znany jest tylko z dwóch syntypów, których lokalizację określono jako „Południowa Afryka”, jednak mogły być one nieprawidłowo zlokalizowane i faktycznym miejscem występowania P. aerosa jest południowo-wschodnia Azja.

## Morfologia
Długość ciała (bez ogona) 39,8–53 mm, długość ogona 29,5–45 mm, długość ucha 12–17 mm, długość tylnej stopy 7–11 mm, długość przedramienia 31–42,5 mm; masa ciała 3–11,2 g.

## Systematyka
Rodzaj zdefiniował w 1905 roku amerykański botanik i zoolog Gerrit Smith Miller w artykule poświęconym nowemu rodzajowi nietoperza z Sumatry opublikowanym na łamach Proceedings of the Biological Society of Washington. Na gatunek typowy Miller wyznaczył (oryginalne oznaczenie) trąbkoucha bruzdozębnego (P. atrox).

### Etymologia
Phoniscus: gr. φωνη phōnē ‘dźwięk, ton’; łac. przyrostek zdrabniający -iscus.

### Podział systematyczny
Do rodzaju należą następujące gatunki:
- Phoniscus atrox G.S. Miller, 1905 – trąbkouch bruzdozębny
- Phoniscus jagorii (W. Peters, 1866) – trąbkouch zwyczajny
- Phoniscus aerosus (Tomes, 1858) – trąbkouch wątpliwy
- Phoniscus papuensis (Dobson, 1878) – trąbkouch złotawy